# Microcharon eurydices
Microcharon eurydices är en kräftdjursart som beskrevs av Cvetkov 1965. Microcharon eurydices ingår i släktet Microcharon och familjen Microparasellidae. Inga underarter finns listade i Catalogue of Life.